# Dansa med mej
Dansa med mej är en amerikansk film från 1953.

## Handling
Unga Judy LeRoy (Debbie Reynolds) spelar småroller på Broadway men drömmer om "Det stora genombrottet". Hon träffar fotoassistenten Melvin Hoover (Donald O'Connor). Han tar några bilder av henne och låter henne förstå att han kan få henne på omslaget till Look. Men redaktörerna på tidningen är inte intresserade och Melvin får det svårt att hålla sitt löfte.

## Sånger
- "A Lady Loves" (Debbie Reynolds)
- "Saturday Afternoon Before the Game"
- "I Wanna Wander" (Donald O'Connor)
- "We Have Never Met, As Yet" (Debbie Reynolds, Donald O'Connor)
- "Life Has Its Funny Little Ups and Downs" (Noreen Corcoran)
- "Where Did You Learn to Dance" (Debbie Reynolds, Donald O'Connor)
- "And There You Are" (Debbie Reynolds)